# Rue Pierre Lescot
Die Rue Pierre-Lescot ist eine Straße im 1. Arrondissement von Paris.

## Lage
Die Straße beginnt im Süden am Square des Innocents, auf dem die von Lescot gestaltete Fontaine des Innocents steht. Sie führt von hier entlang der Halles (Eingang ebenerdig und per Rolltreppe an der Porte Lescot) nach Norden bis zur Kreuzung der Straßen Rue de Turbigo und Rue Étienne Marcel.

## Namensursprung
Die Straße ist nach dem Architekten des Palais du Louvre, Pierre Lescot (1515–1578), benannt.

## Geschichte
Die Straße wurde mit Erlass vom 10. März 1852 zwischen den Straßen Rue Berger und Rue Rambuteau eröffnet. Der Erlass vom 2. Oktober 1865 verlängerte die Straße von der Rue des Innocents zur Rue de la Grande Truanderie. 1972 kam dann noch der Abschnitt bis zur Kreuzung Rue Turbigo mit Rue Étienne Marcel hinzu.
Die Straße in ihrer heutigen Länge ist demnach dadurch entstanden, dass das Umfeld durch den Abriss der Halles ab 1970 neu gestaltet wurde.